# جاك ديلانو
جاك ديلانو (بالإنجليزية: Jack Delano)‏ هو مصور وملحن أمريكي، ولد في 1 أغسطس 1914 في Voroshylivka ‏ في أوكرانيا، وتوفي في 12 أغسطس 1997 في بورتوريكو في الولايات المتحدة.

## معرض صور

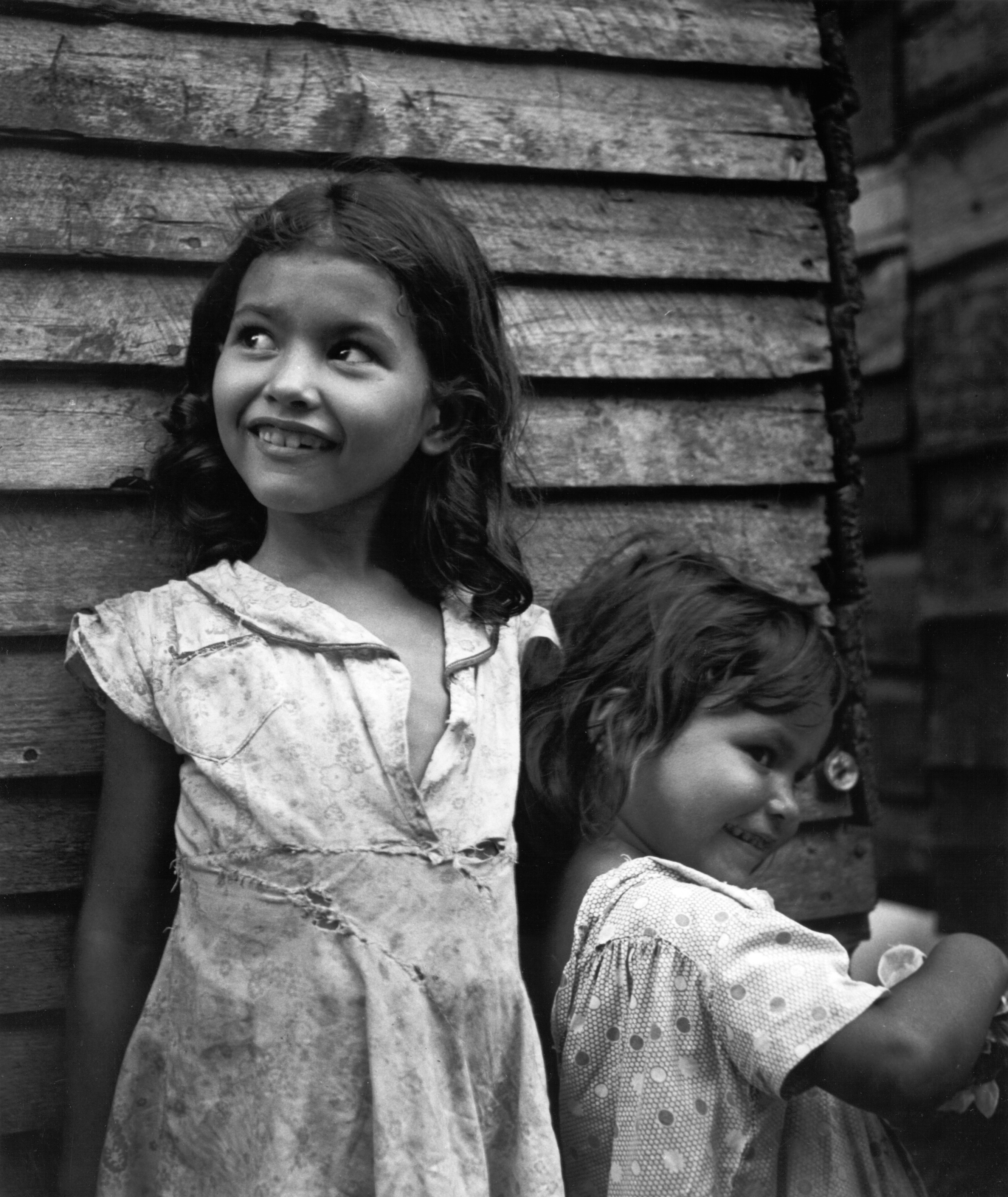
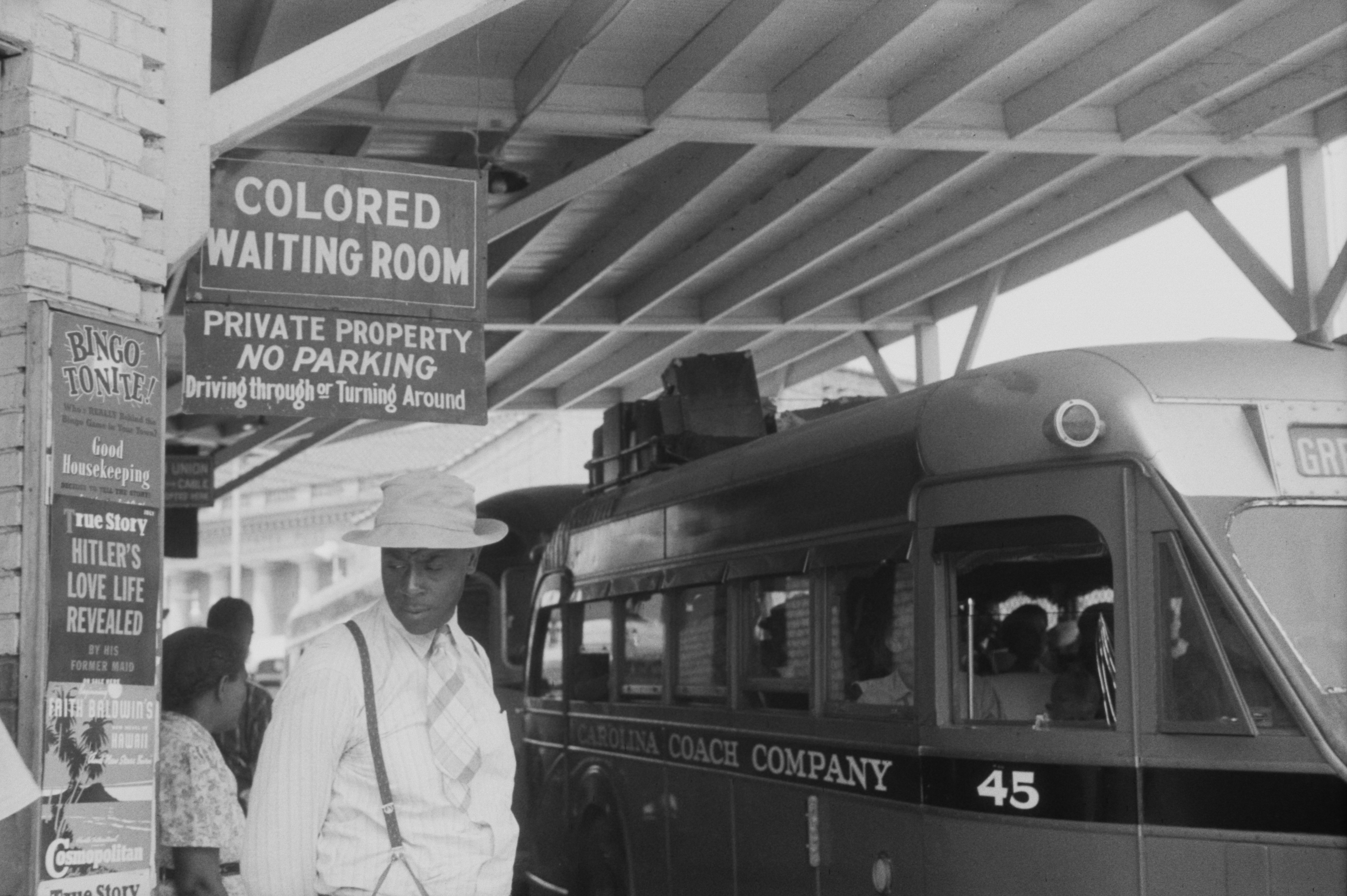
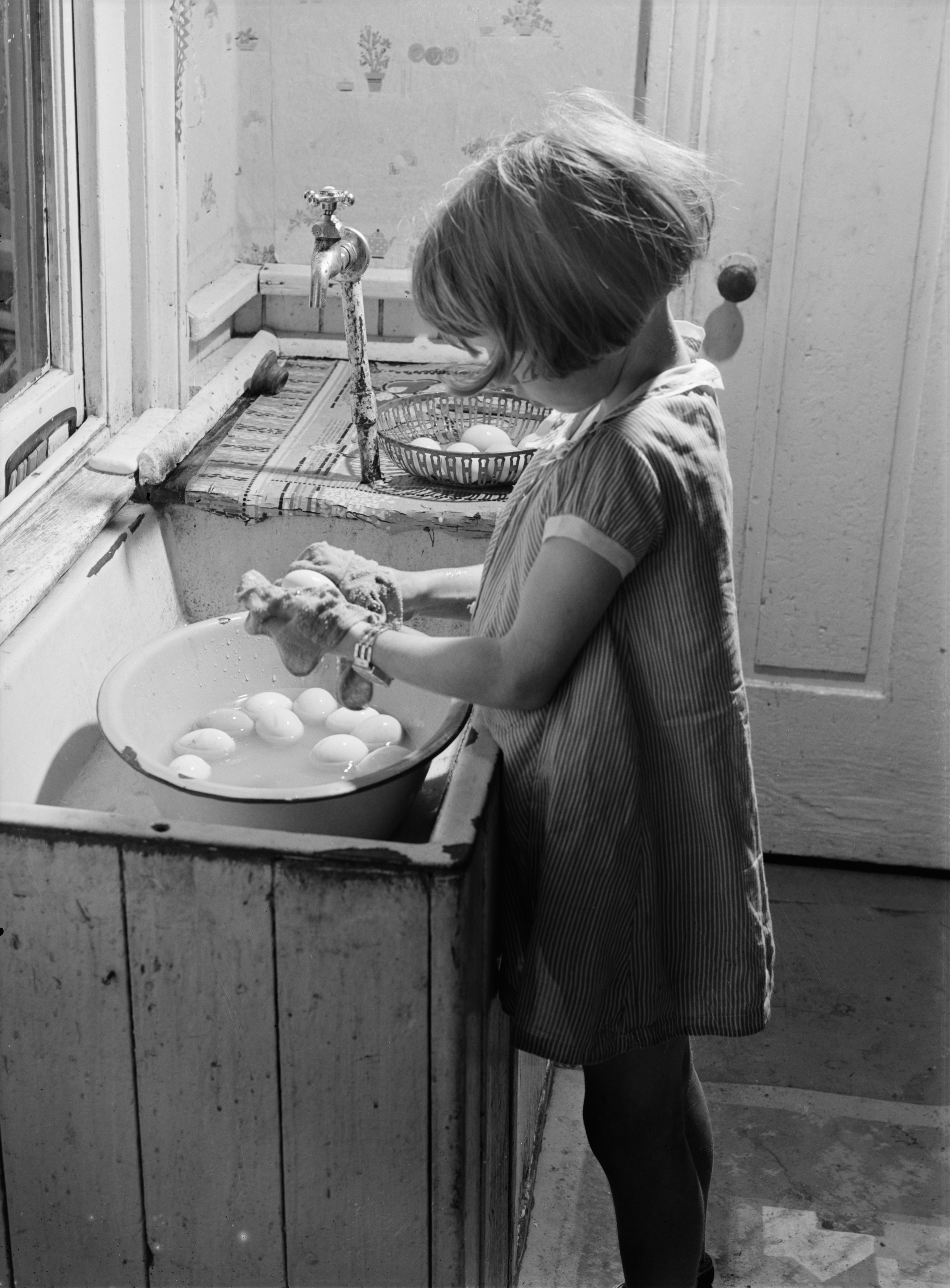
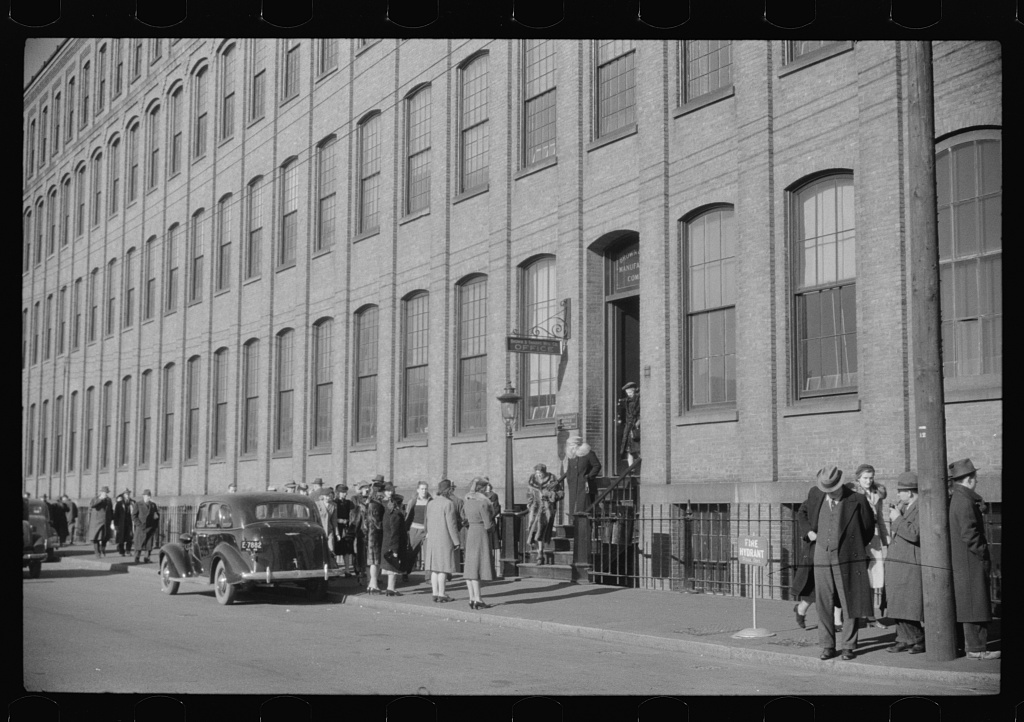

## وصلات خارجية
- جاك ديلانو على موقع IMDb (الإنجليزية)
- جاك ديلانو على موقع ميوزك برينز (الإنجليزية)
- جاك ديلانو على موقع قاعدة بيانات الفيلم (الإنجليزية)